# 補聴器の歴史

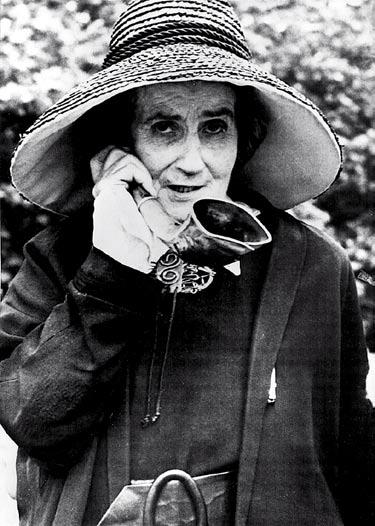
イヤートランペットを用いるマダム・ド・ムーロン。

本項では補聴器の歴史について述べる。耳に取り付ける集音器のような原始的な補聴器は17世紀にはすでに製造されていた。電気的な信号増幅を行う現代的な補聴器は、19世紀に発明された電話機の派生物である。電気式補聴器は1898年に最初に作られ、20世紀を通して性能向上と小型化が進められた。20世紀末には高度な信号処理機能を備えたデジタル補聴器が一般に購入できるようになった。
20世紀の前半には、補聴器産業は電気機器が小型化されていく流れの最先端にあり、真空管やトランジスタ、ICのような新技術が登場するたびにいち早く導入された。補聴器に頼るのは恥ずかしいことだという社会通念があったことから、小型化は携帯性の面だけでなく使用を隠せる点で需要が高かったのである。デザイン的にも携帯用補聴器は箱型から耳かけ型、さらに挿耳型と、より目立たない方向へ進化してきた。

## 機械式補聴器
初期の補聴器は外付けの耳介のようなもので、前方から来る音を耳孔に導き、それ以外の方向から来る音を遮断するだけの器具だった。大きな葉や貝のような自然の素材が用いられた歴史は古く、17世紀にはすでに耳に取り付ける金属製の補聴器が製造されていた。ホーン形の集音器を持つイヤートランペットは17世紀に登場し、18世紀末には一般化した。イヤートランペットは多くの場合折り畳み式で、高価な工芸品であった。よく知られた当時のモデルには、タウンゼンド・トランペット（ろう教育者ジョン・ダウンゼンドによる）、レノルズ・トランペット（画家ジョシュア・レノルズのために作られた特製モデル)、ドーブニー・トランペットがある。イヤートランペットは共鳴を利用して一定の周波数範囲の音を増幅しており、利得は20デシベルから大型のもので40デシベル前後に達した。
イヤートランペットの商業生産はロンドンのフレデリック・レイン社によって1800年に始められた。同社はほかにも扇形や伝声管式の補聴器（ヒアリングファン、スピーキングチューブ）も扱っていた。これらはいずれも音を集めて聞き取り易くする機器で、持ち運びも可能だったが、概してかさばるため下から支える必要があった。後になると手持ち式の小型化されたイヤートランペットや円錐型の補聴器が使われるようになった。1800年代末になると、集音用の円錐と耳に差し込む部分をチューブでつないだ「アコースティック・ホーン」が作られた。
レインは1819年にポルトガル王ジョアン6世から集音機能がついた特製の椅子を製作するよう依頼された。注文に応じて作られた玉座は、口を開いた獅子を象った装飾的なひじ掛けを左右に備えていた。獅子の口が受音器にあたり、ここに入った音が伝声管を介して玉座の裏に送られ、王の耳に届く仕掛けだった。
19世紀の終わりにかけて、英国や米国では外から目立たないタイプの補聴器が広まり出した。レインは他社に先駆けて注目すべきデザインの多くを送り出した。「オーロリース・フォーン」と名付けられた同社の補聴器では、花や貝など様々な形の被り物に集音器が巧妙に仕込まれていた。家具、衣服、装身具の中に隠せる補聴器もあった。これらは聴覚障害の存在を隠すことを第一に考えたデザインであり、補聴器としての性能は高いものではなかった。
機械式の補聴器は江戸時代の日本にも伝えられた。1813年ごろ、蘭学者司馬江漢はオランダ人ボイスの科学事典を参考にイヤートランペットを制作し、眼鏡とかけて「耳鏡」と呼んだ。その用法は当時の広告文（引き札）に見ることができる。

## 電気式補聴器

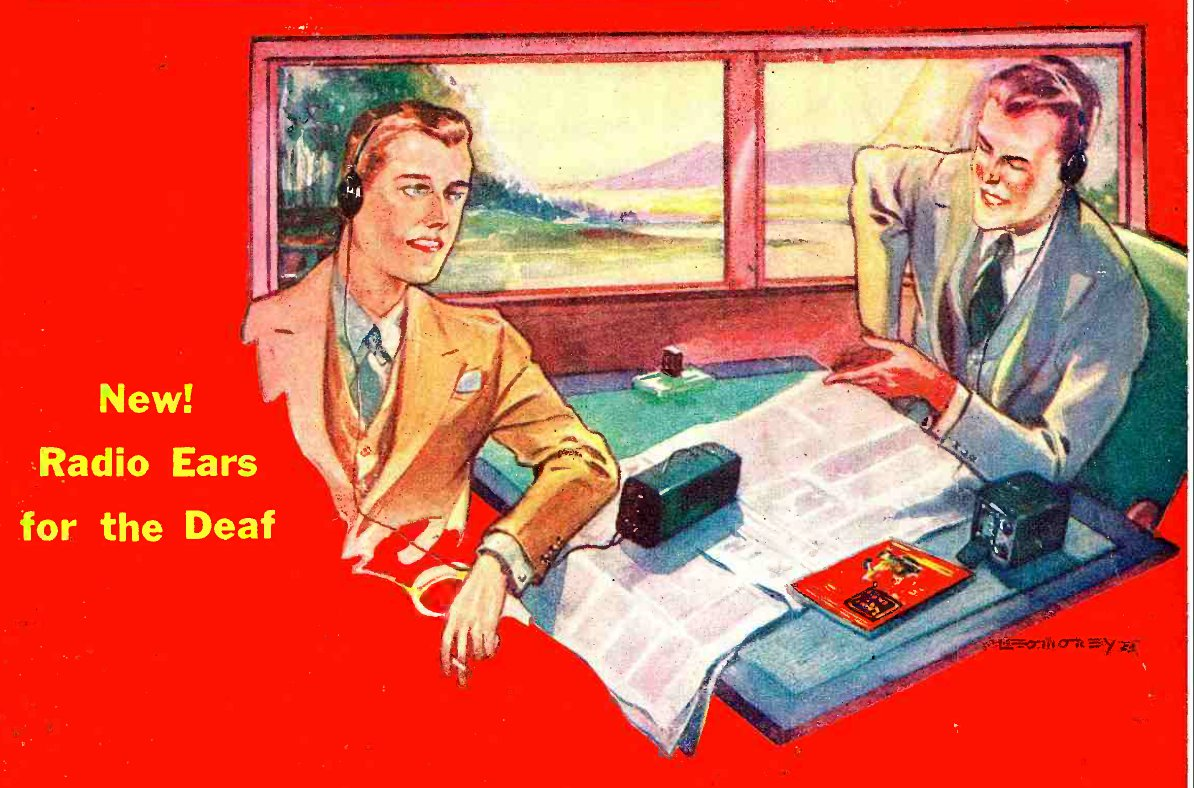
初期の真空管式補聴器の広告、1933年。

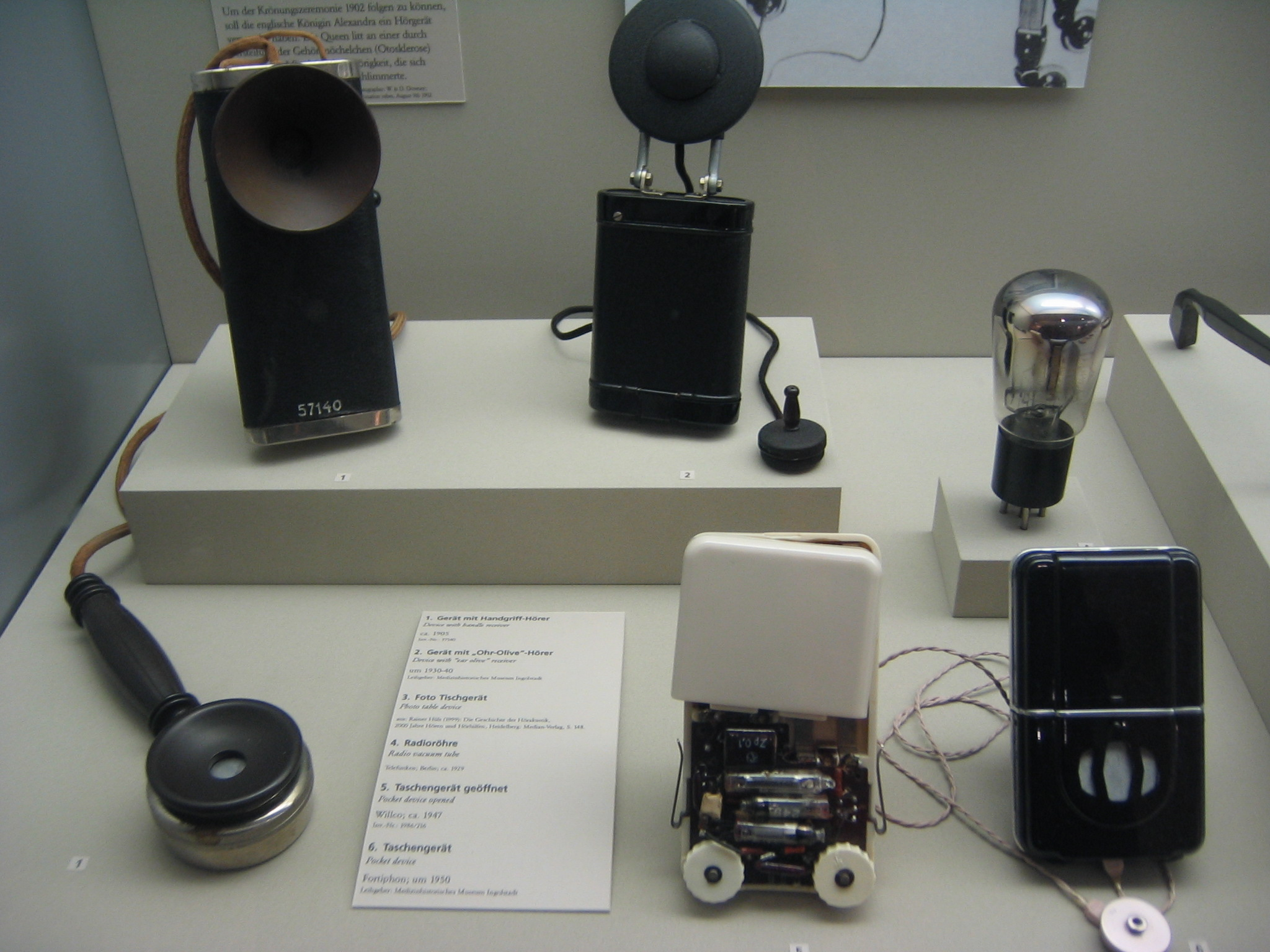
1920年から1950年ごろのドイツ製補聴器。電話の受話器に似た付属品を用いる。ベルリンの医学史博物館。

電気式補聴器が登場したのは、電話機とマイクロフォンがそれぞれ1870年代と1880年代に発明されて後のことだった。もっとも初期の電気式補聴器は、小形の電話機そのものだった。電話機の技術により音の大きさや周波数、歪の制御が可能になり、補聴器の機能は大きく広がった。
専用の電気式補聴器は1898年にミラー・リース・ハチソンによって初めて作られた。最初のモデルは卓上設置型で、2年後には「アコーフォーン」と名付けられた携帯用モデルも発売された。これらには音声によって電流を変調することで信号増幅を行うカーボンマイクロフォンが用いられていた。シーメンスは電気的な増幅機能を持つ補聴器を製品化した最初の会社の一つである。1913年に作られた同社の初期モデルは、「高さのある葉巻箱」ほどの大きさで携帯は難しかったが、耳に差し込むスピーカーを備えていた。やがてカーボン補聴器が小型化されると、ポーチやカメラのような小物に偽装した商品も作られた。
1900年代に発明された真空管は優れた信号増幅性能を持っており、通信技術を大きく前進させた。1920年、海軍技師アール・ハドソンは最初の真空管補聴器の特許を取った。「ヴァクチュフォーン」と名付けられたハドソンの補聴器は電話機用の送話器を用いて音声を電気信号に変換し、真空管で増幅してから受話器で音声信号に戻していた。重さは7ポンド（約3.2 kg）で持ち運びも可能だった。米国のウェスタン・エレクトリック社は1923年に真空管式補聴器の市販モデルを始めて開発したが、220ポンド（100 kg）の重さと5000ドルの価格を持つ「オーディオフォーン」は一般人が気軽に手を出せるものではなかった。このような大型モデルはろう学校の教室に備え付けられる例があった。
真空管補聴器は音の再現性がよく、増幅性能も70デシベルまで向上した。また難聴者の社会運動の影響もあり、1920年代から1930年代にかけて真空管補聴器は一般に普及していった。1920年代半ばに開発された「アコースティコン」56型は携帯用モデルとして最初期のものである。着用可能な真空管補聴器は英国で1936年に、米国では翌年に最初に発売された。
補聴器の利用者にとって機器が目立たないことは重要な要素だった。真空管の登場後も、隠蔽性を重視して増幅性能の劣るカーボン補聴器を選ぶ使用者は多かった。1930年代に登場した着用式モデルはマイクロフォンとバッテリーを別々に衣服の中に隠すことができた。第二次世界大戦で周辺技術が進歩すると、耳の中に隠せる小型受信機も登場した。1940年代にはサブミニチュア真空管やプリント回路、ボタン型電池といった新しい技術を採用した一体型補聴器が登場し、モダンなデザインによって補聴器のイメージを変えていった。当時の流行はゼニス社のポケットサイズモデル「ミニチュア75」に見ることができる。このころの補聴器はエレクトロニクスの小型化技術の「実験場」であり、サブミニチュア真空管のように、補聴器のために開発された技術が標準化した例もあった。
ジョセフ・ポリアコフが1937年に特許を取った「テレコイル」は電話機の音声信号を磁気的に受信する部品で、通話音声以外のノイズを除去することができた。テレコイルを採用した補聴器はロンドンのマルチトーン社によって最初に製品化された。この技術が原型となった「ヒアリング・ループ」は21世紀にも用いられている。

### 日本への導入
日本で初めて電気式補聴器が輸入されたのは1908年のことである。代表的な輸入業者であった吉田勝恵商店は「アウリクル（耳殻）」という名のイヤートランペットやチューブ式補聴器の製造もおこなっていた（同社は1911年の創業で、2010年代にも認定補聴器専門店として営業を続けている）。1910年に輸入されたアコースティコン社のカーボン補聴器には160円の価格がつけられた。国語辞典の広辞林（辞林）では1925年の版から「補聴器」という言葉が収録された。1934年には、医学博士でろう教育に携わっていた加藤亨によって初の国産電気式補聴器「リッカフォン」が開発された。
1949年に制定された身体障害者福祉法によって補聴器が支給対象に指定されると、日本における補聴器の普及は本格化し始めた。その前年、小林理研製作所（現リオン）が日本で初めて真空管補聴器を生産し、5000円の価格で販売した。「弁当箱」という愛称がつけられた第1号モデルは名前の通りやや大きく、同時期のコンパクトな外国産モデルと比べるとまだ技術的に見劣りした。戦後初めて補聴器の民間輸入が行われたのは1951年のことで、ソノトーン社のポケットサイズモデルには諸費用込みで8万円という高額の値段がつけられた。

## トランジスタ補聴器

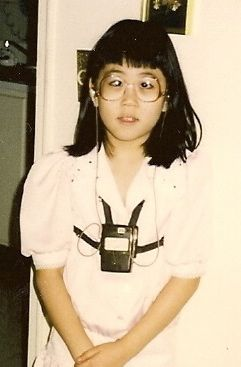
1980年代初頭、ストラップで胸に止めるトランジスタ式補聴器。

1948年にベル研究所で開発されたトランジスタは補聴器の性能を大きく向上させた。トランジスタは真空管より小型化が可能で、消費電力も小さく、立ち上がりに時間を要せず、歪みや熱の発生も抑えられる。真空管は発熱がひどく寿命が短いという問題を抱えていたため、トランジスタは理想的な代替物だった。米国市場では電化製品一般の小型化はまだ特に需要がなく、トランジスタの登場を最初に歓迎したのは補聴器産業であった。補聴器用増幅器のマーケットをほぼ独占していたレイセオン社は、最初に発明された点接触型トランジスタが衝撃に弱く補聴器への応用に不向きであることを認識すると、他社に先駆けて接合型トランジスタの大量生産に着手した。しかし初期のゲルマニウム製接合型トランジスタには熱と湿気に弱い欠点があり、トランジスタ補聴器を身に付けて用いると数週間で使い物にならなくなった。トランジスタ補聴器の普及にはこの問題を解決する必要があった。
1952年に世に出たソノトーン1010型は、真空管式補聴器の一部にトランジスタを組み込んで電池の寿命を延ばしていた。翌年に発売されたゼニスのマイクロトーン・トランジマティックとマイコ社のトランジスト・イヤーは最初の完全なトランジスタ補聴器だった。1957年には耳にかけられる一体型補聴器として最初のモデル、オタリオン・リスナーが発売された。その見た目は眼鏡そのものだった。
テキサス・インスツルメンツ (TI) 社は1953年から補聴器産業にトランジスタを供給し始めた（これはトランジスタの品質が優れている証拠とみなされた）。1954年には従来より効率的なシリコン製トランジスタを開発してレイセオンの地盤を脅かすようになった。最初の市販トランジスタラジオを出したのも同年のことだった。TI社で1958年に集積回路（IC）が開発されると、やはり補聴器産業が応用の先陣を切った。その後20年のうちに、集積化されたトランジスタが信号増幅だけでなくデジタル信号処理の機能を担えることが理解されるようになった。
1960年から40年近く補聴器の開発に携わったエルマー・V・カールソンは、補聴器の発展史上重要なブレークスルーの多くに功績を遺した。

## デジタル補聴器
1960年代初頭、ベル研究所では通信用の音声圧縮システム開発を効率化するため、音声信号のデジタル化とデジタル信号解析 (DSP) が研究されていた。音声信号の処理には高い計算能力が必要だったが、当時のコンピュータの性能は低く、大型のメインフレーム・コンピュータを用いても信号そのものより長い処理時間を要した。そのため耳に収まるサイズの補聴器にデジタル解析機能を組み込むことはまだ考えられなかった。しかし、この研究は聴覚障碍者のための音声信号処理において重要なステップとなった。
1970年代になるとマイクロプロセッサが作り出され、エレクトロニクスと計算処理が一体化することで新たな形の補聴器への道が開かれた。研究者エドガー・ヴィルチャーは多チャンネル振幅圧縮を開発した。これは音声信号を周波数帯域（チャンネル）ごとに分離し、それぞれのチャンネルの信号を適宜強めたり弱めたりする方式で、デジタル補聴器のアーキテクチャの基礎となった。

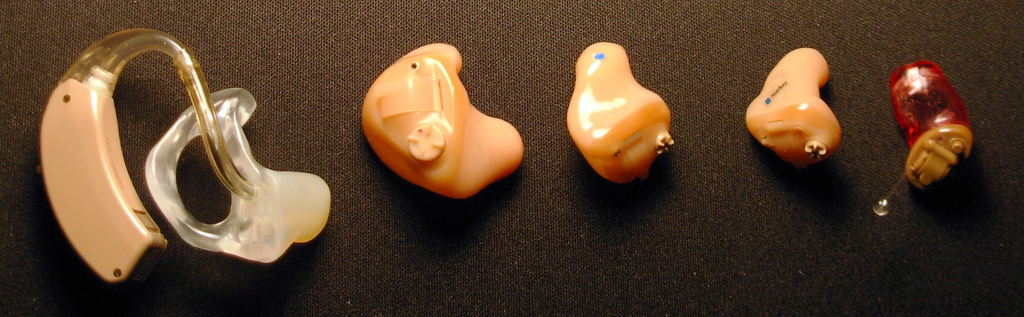
伝統的なデザインで作られた21世紀初頭の補聴器。

ダニエル・グラウペはもう一人の補聴器開発のパイオニアである。グラウペが開発した6チャンネル補聴器はそれぞれのチャンネルで利得制御を行うことができた。1979年になると、補聴器の電気音響特性をボタンで切り替えることにより、環境に合わせてチャンネルごとの音レベルを調節できるようになった。このようなイコライザ機能はアナログ方式では不可能だったもので、後世のデジタル補聴器の多くに取り入れられている。
1970年代に高速デジタルアレイプロセッサを搭載したミニコンピュータが登場し、デジタル補聴器の発展が促進された。ミニコンピュータには音声信号をリアルタイム処理するのに十分な性能があった。1982年、ニューヨーク市立大学においてフルデジタル補聴器が作られた。デジタルアレイプロセッサとミニコンピュータからなる解析ユニットにはFM送信機と受信機が備えられており、使用者が着用するマイクロフォンやスピーカーと無線で信号をやり取りするようになっていた。この解析ユニットは「持ち運ぶには手押し車が必要だ」と言われるほどかさばるものだった。当時はデジタル機器のサイズや電力消費量がまだ大きかったため、携帯性を無視したこのような大型機種が研究開発用として生産されていた。

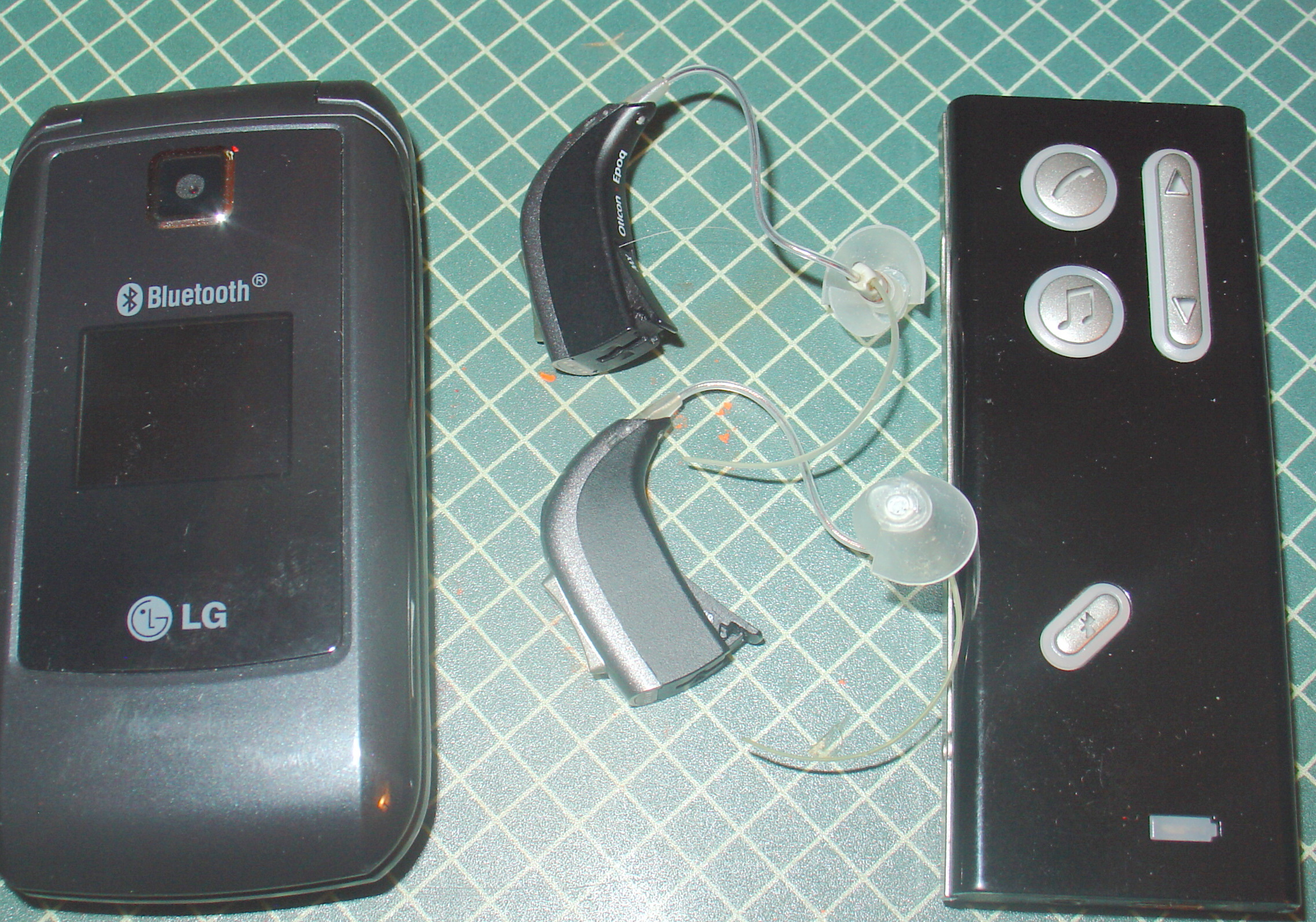
オーティコン製の補聴器。周辺機器とワイヤレスでBluetooth接続が可能。

1980年代に登場した高速のDSPチップは個人用デジタル補聴器への道を開いた。オーディオトーン社は他社に先駆けて着用式デジタル補聴器を開発していたが、市場に出すには至らなかった。市販モデル第1号「ニコレ・フェニックス」は1987年にニコレ・コーポレーションによって発売された。耳にかけたトランスデューサと携帯可能な外付け処理装置を有線でつなぐ構成だった。2年後には完全耳かけ型（BTE型）モデルが開発された。フェニックスは価格とサイズの面で課題が残っており、ニコレは成功を収められないままマーケットを去った。しかしフェニックスによってデジタル補聴器の可能性が示されたことでメーカー間に開発競争が起こった。
ベル研究所はアナログの2チャンネル圧縮増幅器をデジタル制御するハイブリッド方式で補聴器開発に参入した。この方式は研究段階では成功していたが、ベル研の親会社AT&Tは1987年に権利をリサウンド社に売却して補聴器事業から撤退した。このタイプの補聴器はすぐに市場に受け入れられ、増幅器・フィルタ・リミッタのようなアナログ素子を外部デジタル信号で制御するプログラマブル補聴器が広まっていった。アナログ補聴器では音響特性を使用者に合わせて変更するのに細かいつまみの操作を要したが、プログラマブル式では利便性が大いに向上した。またパラメータ設定を保存しておいて場面に合わせて切り替えたり、一対比較試験を行えたりといった利点もあった。ほとんどの補聴器メーカーがこの種のモデルを出し始めると、コンピュータと補聴器のインターフェース規格としてHI-PROとNOAHが制定された。
次の大きなマイルストーンとなったのは、音声信号をデジタル化してから信号処理を行うフルデジタル補聴器の実用化だった。リオン社は1991年に日本初のフルデジタル補聴器HD-10を一般向けに発売した。オーティコン社は1995年に初めてデジタル補聴器を開発したが、デジタル音響増幅を研究するオーディオロジーの研究グループに提供されるにとどまった。1996年にワイデックスが出したセンソは一般向けのフルデジタル補聴器として最初に成功を収めた。オーティコンもその直後にデジフォーカスを一般に販売し始めた。
当初デジタル補聴器の性能はアナログ方式と大差なかったが、信号処理技術の発展により着実に進歩していった。ノイズサプレッション機能は初期のデジタル補聴器にも実装されていたが、2000年代以降に開発された機種には、音声信号の中から意味のある言葉だけを選択して強調するスピーチエンハンサーや、音源の位置によってノイズを判別する指向性処理のような高度なノイズリダクション機能が追加された。そのほかデジタル方式で一般化した重要な機能には、音量の可聴範囲が狭くなった難聴者のためのノンリニア増幅や、ハウリングを低減するフィードバック制御などがある。デジタル化以前の時代には、補聴器には雑音が増幅されるためかえって聞きづらいというイメージがあり、敬遠する難聴者も多かった。紙が擦れたり食器がぶつかったりする刺激音は特に強調されて聞こえ、周囲にまで漏れる不快なハウリング音も大きな不満の種だった。これらの問題を解決するデジタル補聴器の登場は大きな意味を持っていた。
2000年代には周辺機器とのワイヤレス通信が大きな発展を見せた。リモコン制御のほか、テレビや携帯音楽プレーヤーとの連動や、インターネットや携帯電話とのデータ通信が行えるようになっている。AppleとMicrosoftは2010年代に相次いでスマートフォン用OSに補聴器との連携機能を実装した。リサウンド社が近年発売した Made for iPhone (MFi) 対応補聴器は、iOSデバイスから直接電話音声や音楽、ポッドキャストをストリーミングすることができる。スマートフォン自体を補聴器として用いるためのアプリも、遅くとも2009年から各社によって開発が始められている。
2020年代には、マスク越しで減衰した声だけを増幅するモード、状況に応じたモードの自動切り替え、人工知能や機械学習を応用した音声処理技術など以前からある付加機能の高性能化が進んでいる。またスマートフォンのアプリにより音の詳細な設定がその場で可能となった他、専門家がオンラインで対応しながら設定変更を補助するなど、利便性も向上している。

## 補聴器チップ
ダニエル・グラウペが開発したゼータ・ノイズブロッカーと呼ばれる補聴器用のデジタルチップは、周波数帯域のうちノイズレベルが高いものの利得を自動的に抑制する機能を持っており、1980年代にいくつかの補聴器モデルで使われた。1980年代の初めごろから音声信号のリアルタイム処理を可能にする高速デジタル信号処理 (DSP) チップを備えた補聴器の開発が始まり、3Mなどによって実用化された。